# Таджикистан на літніх Олімпійських іграх 2020
Таджикистан на літніх Олімпійських іграх 2020 у Токіо представляли десять спортсменів (дев'ять чоловіків та одна жінка) у чотирьох видах спорту. Прапороносцем на церемонії відкриття Олімпіади став дзюдоїст Темур Рахімов.
Це був сьомий поспіль виступ нації на літніх Олімпійських іграх у пострадянський період. Таджицькі спортсмени не здобули жодної медалі.

## Спортсмени
| Вид спорту     | Чоловіки | Жінки | Загалом |
| -------------- | -------- | ----- | ------- |
| Легка атлетика | 1        | 0     | 1       |
| Бокс           | 3        | 0     | 3       |
| Дзюдо          | 4        | 0     | 4       |
| Плавання       | 1        | 1     | 2       |
| Загалом        | 9        | 1     | 10      |

## Бокс
| Спортсмен          | Дисципліна          | 1/32 фіналу                       | 1/16 фіналу                   | Чвертьфінал   | Півфінал      | Фінал         | Фінал      |
| Спортсмен          | Дисципліна          | Суперник Бали                     | Суперник Бали                 | Суперник Бали | Суперник Бали | Суперник Бали | Місце      |
| ------------------ | ------------------- | --------------------------------- | ----------------------------- | ------------- | ------------- | ------------- | ---------- |
| Баходур Усмонов    | до 63 кг (чоловіки) | Леонель де лос Сантос (DOM) W 4–1 | Ельнур Абдураїмов (UZB) L 0–5 | не пройшов    | не пройшов    | не пройшов    | не пройшов |
| Шабат Негматуллоєв | до 81 кг (чоловіки) | Чень Дасян (CHN) L 0–4            | не пройшов                    | не пройшов    | не пройшов    | не пройшов    | не пройшов |
| Сійовуш Зухуров    | до 91 кг (чоловіки) | Bye                               | Мурад Алієв (FRA) L 0–5       | не пройшов    | не пройшов    | не пройшов    | не пройшов |

## Дзюдо
| Спортсмен             | Дисципліна             | 1/64 фіналу                 | 1/32 фіналу                     | 1/16 фіналу                   | Чвертьфінал   | Півфінал      | Додатковий раунд | Фінал         | Фінал      |
| Спортсмен             | Дисципліна             | Суперник Бали               | Суперник Бали                   | Суперник Бали                 | Суперник Бали | Суперник Бали | Суперник Бали    | Суперник Бали | Місце      |
| --------------------- | ---------------------- | --------------------------- | ------------------------------- | ----------------------------- | ------------- | ------------- | ---------------- | ------------- | ---------- |
| Сомон Махмадбеков     | до 73 кг, чоловіки     | Ахмад Алікай (EOR) W 10–00  | Фає Нджі (GAM) W 10–00          | Рустам Оруджев (AZE) L 00–01  | не пройшов    | не пройшов    | не пройшов       | не пройшов    | не пройшов |
| Акмал Муродов         | до 81 кг, чоловіки     | Ендрю Джоштер (GUM) W 10–00 | Тато Грігалашвілі (GEO) L 00–11 | не пройшов                    | не пройшов    | не пройшов    | не пройшов       | не пройшов    | не пройшов |
| Комроншох Устопірійон | до 90 кг, чоловіки     | не брав участі              | Аксель Клерже (FRA) L 00–10     | не пройшов                    | не пройшов    | не пройшов    | не пройшов       | не пройшов    | не пройшов |
| Темур Рахімов         | понад 100 кг, чоловіки | Н/Д                         | Енді Гранда (CUB) W 01–00       | Гурам Тушішвілі (GEO) L 00–10 | не пройшов    | не пройшов    | не пройшов       | не пройшов    | не пройшов |

## Легка атлетика
| Спортсмен       | Дисципліна      | Гід       | Гід   | Чвертьфінал | Чвертьфінал | Півфінал   | Півфінал   | Фінал      | Фінал      |
| Спортсмен       | Дисципліна      | Результат | Місце | Результат   | Місце       | Результат  | Місце      | Результат  | Місце      |
| --------------- | --------------- | --------- | ----- | ----------- | ----------- | ---------- | ---------- | ---------- | ---------- |
| Ільдар Ахмадієв | 100 м, чоловіки | 10.66 PB  | 4     | не пройшов  | не пройшов  | не пройшов | не пройшов | не пройшов | не пройшов |

## Плавання
| Спортсмен        | Дисципліна                     | Гіт   | Гіт   | Півфінал   | Півфінал   | Фінал      | Фінал      |
| Спортсмен        | Дисципліна                     | Час   | Місце | Час        | Місце      | Час        | Місце      |
| ---------------- | ------------------------------ | ----- | ----- | ---------- | ---------- | ---------- | ---------- |
| Олім Курбанов    | 50 м вільним стилем (чоловіки) | 26.12 | 60    | не пройшов | не пройшов | не пройшов | не пройшов |
| Анастасія Тюріна | 50 м вільним стилем (жінки)    | 29.05 | 62    | не пройшла | не пройшла | не пройшла | не пройшла |